# Pseudozonitis roseomaculatis
Pseudozonitis roseomaculatis és una espècie de coleòpter polífag de la família dels melòids oriünd de Texas (EUA).